# Kralj Matjaž
Kralj Matjaž (El rey Matjaž) es el héroe central de algunos cuentos populares con trasfondo histórico, escritos según la tradición oral por varios coleccionistas. Kralj Matjaž es un personaje fundamental no solo de la tradición húngara, sino también de la eslovena, croata, serbia, ucraniana, eslovaca, checa y parcialmente alemana. 

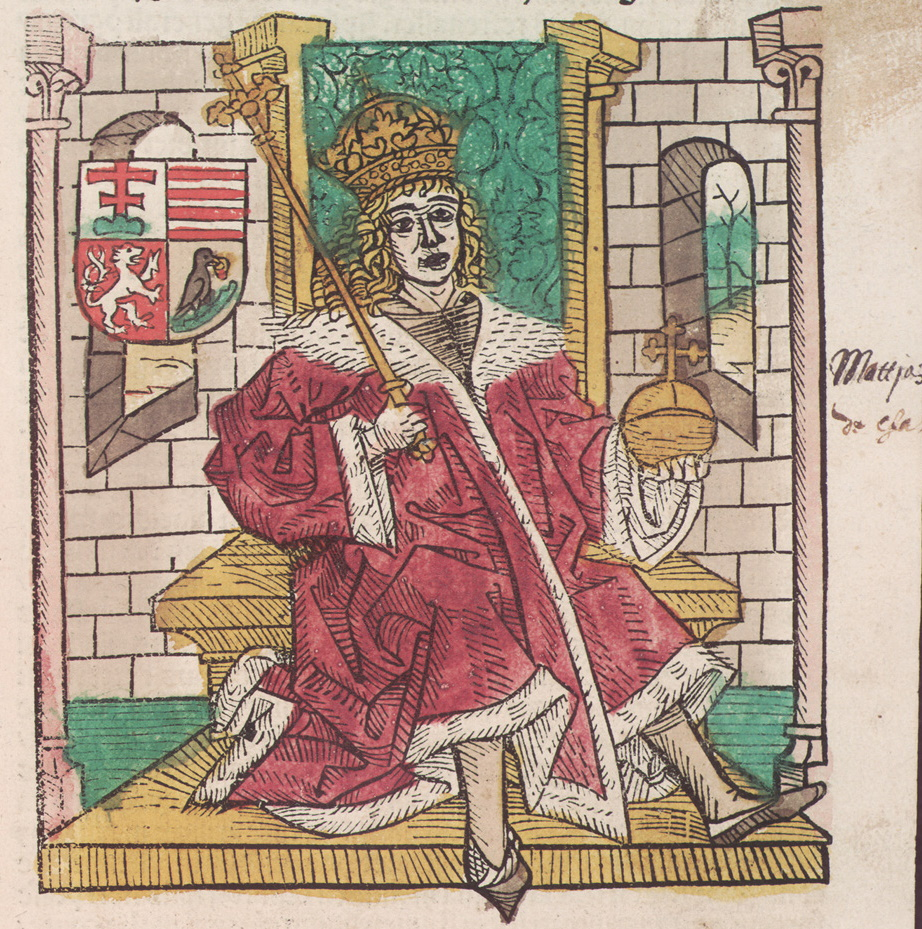
Kralj Matjaž

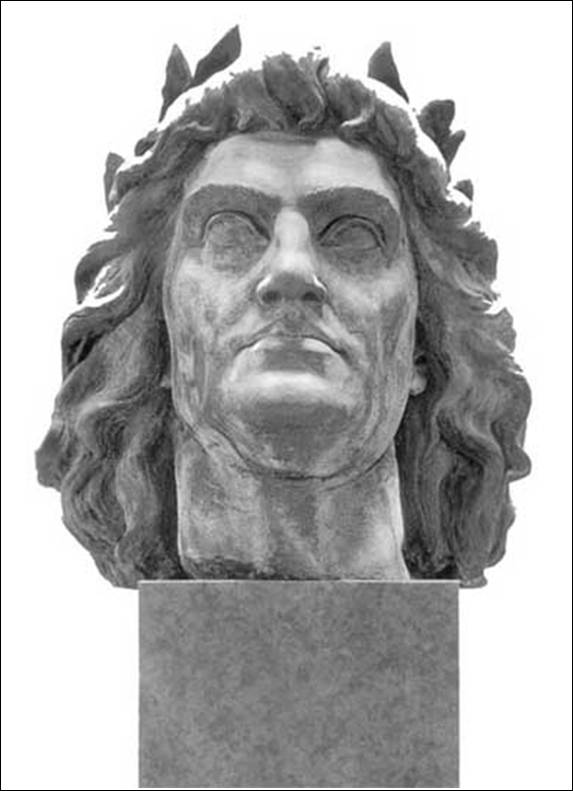
Matías Corvino

## Leyenda
El historiador friulano Marco Antonio Nicoletti († 1596) fue el primero en informar de que los habitantes de Tolmin también cantaban canciones sobre Kralj Matjaž. Se trataba probablemente de cantos militares que difundían los participantes de las batallas victoriosas de rey húngaro Matías Corvino. Incluso hoy en día en la mayoría de las interpretaciones de los cuentos de Kralj Matjaž se afirma que Kralj Matjaž es solo uno de los personajes, el rey húngaro Matías Corvino, que gobernó en Carintia en la baja Edad Media (1458-1490). Ayudó a todos los que pidieron su ayuda. Acuñó moneda y reinó felizmente en Carintia. Otros gobernantes se aliaron contra él. Con los militares que sobrevivieron se escondió en la cueva de Peca. La leyenda cuenta que Kralj Matjaž se durmió detrás de una mesa de la cueva. Cuando su barba se enrollara alrededor de la mesa de piedra nueve veces, se despertaría, permitiendo que una época de buenos tiempos volviera a Carintia. Kralj Matjaž derrotaría con sus militares a todos sus enemigos, perseguiría la injusticia en el mundo y gobernaría de nuevo. La característica común de la herencia de Kralj Matjaž es la manifestación de respeto hacia el rey, la exaltación de su bondad, la justicia y la demostración de una imagen idealizada de un señor feudal, que por la protección de sus súbditos está dispuesto aun a castigar a la nobleza. En la tradición popular eslovena, Kralj Matjaž representa hasta el siglo XVI el héroe principal, su personaje es usado por numerosos cuentos, baladas y poemas, y algunos de ellos son específicos en cuanto a la estructura y los motivos.

Los investigadores de la tradición eslovena de Kralj Matjaž separan dos historias de Kralj Matjaž. Una habla del ‘buen Kralj Matjaž’, mientras  el trasfondo del otro personaje, el histórico ‘Kralj Matjaž que combate con el Dios’ refleja un conflicto entre el papa Gregorio IX (†1241) y el emperador alemán Federico II (†1250).

## Ediciones

### Prosa
- M. Malovrh, Kralj Matjaž, Narodna tiskarna, Ljubljana, 1904
- F. Levec, Anton Knezova knjižnica, Slovenska Matica, Ljubljana, 1905
- I. Cankar, Gospa Judit / Križ na gori / Potepuh marko in kralj Matjaž, Nova založba, Ljubljana, 1928
- I. Grafenauer, Slovenske pripovedke o kralju Matjažu, SAZU, Ljubljana 1951
- K. Brenk, Križ kraž kralj Matjaž, Mladinska knjiga, Ljubljana, 1964
- K. Brenk, Babica pripoveduje, Slovenske ljudske pravljice, Mladinska knjiga, Ljubljana, 1967
- I. Cankar, Zbrano delo, Državna založba Slovenije, Ljubljana, 1967-1976
- J. Stanič, Grad kralja Matjaža, Prešernova družba, Ljubljana, 1988
- D. Čater, Kralj Matjaž, Littera, Ljubljana, 1996
- G. Gaál, Madžarske pravljice o kralju Matjažu, Onej, Murska Sobota, 1999
- A. Štefan, Zlato kralja Matjaža, Mladinska knjiga, Ljubljana, 1999
- D. Š. Novosel, Kralj Matjaž in sol, Slovenska knjiga, Ljubljana, 2003

### Poesía
- M. Klopčič, Kralj Matjaž reši svojo nevesto, Mladinska knjiga, Ljubljana, 1951
- K. Kovič, Zlata ladja, Mladinska knjiga, Ljubljana, 1969
- O. Župančič, Kanglica, Mladinska knjiga, Ljubljana, 1969
- B. Novak, Pesem o kralju Matjažu, Cankarjeva založba, 2007

### Textos dramáticos
- M. Sernec Podgorelec, Kralj Matjaž, samozaložba, Celje, 1921
- D. Lavrenčič, Deca išče kralja Matjaža, »Tabor«, Ljubljana, 1993
- N. Kuret, Kralj Matjaž in Alenčica, Mladinska knjiga, Ljubljana, 1960
- F. Kozak, Kralj Matjaž, Državna založba Slovenije, Ljubljana, 1978
- Ž. Petan, Obtoženi volk / Kralj Matjaž in Alenčica / Petelin se sestavi, Mladinska knjiga, Ljubljana, 1978
- L. Suhodolčan, Norčije v gledališču, Mladinska knjiga, Ljubljana, 1979
- V. Pevcin, Križ, kraž, kralj Matjaž in še kaj, samozaložba, Štore, 1980
- A. Goljevšček, Čudežni kamen / Kralj Matjaž, kako se imaš? / Če zmaj požre mamo / Hiša, Mladinska knjiga, Ljubljana, 1981